# Rachel Kneebone
Rachel Kneebone (née en 1973) est une sculptrice anglaise qui vit et travaille à Londres.

## Biographie

### Jeunesse
Rachel Kneebone nait dans l'Oxfordshire en 1973. Elle obtient en 1997 un Bachelor of Arts à l'UWE, Bristol. En 2004, elle obtient une maîtrise en sculpture du Royal College of Art de Londres.

### Carrière
En 2005, elle est nommée pour le Prix Max-Mara aux côtés d'Anne Hardy, Anj Smith, Margaret Salmon et Donna Huddleston. La même année, elle contribue à une exposition,The Way We Work, au Camden Arts Centre à Londres.
En 2005, elle est chargée de faire une sculpture murale par Mario Testino pour l'exposition « Diana, princesse de Galles » au palais de Kensington.
En juillet-août 2006, Rachel Kneebone a sa première exposition personnelle à Londres à la galerie Madder Rose. Toutes les œuvres sont vendues lors de la soirée d'ouverture. La critique Katarina Horrox commente : « les sculptures soigneusement conçues de Kneebone témoignent de diverses formes organiques fusionnant de manière ambiguë dans des parties du corps humain alors qu'elles grimpent élégamment sur les murs. À la fois suggestives et sensibles, ses créations rappellent les Métamorphoses d'Ovide, tandis que leur immobilité fixe implique une transgression du temps et du mouvement. »  
En 2007, l'Evening Standard la met en avant comme une personne à surveiller grâce à ses « belles sculptures sexy en porcelaine moulées à la main ». En septembre 2007, le travail de Kneebone est inclus dans le groupe d'ouverture de l'exposition An Archaeology au Project Space 176 à proximité de Chalk Farm à Londres.
En 2008, elle commence à être représentée par Jay Jopling et la galerie White Cube à Londres. La première exposition personnelle de Kneebone avec White Cube, The Descent, a lieu en février 2009.
En 2008, Tracey Emin sélectionne une œuvre de Kneebone pour sa pièce à l'exposition d'été de la Royal Academy of Arts. Emin déclare : « Son travail est passionnant pour moi - des figurines en porcelaine, vulnérables et avec un look du XVIIIe siècle. J'aime les choses géorgiennes - ma maison a été construite en 1729 et j'aime la simplicité autant que les lignes droites. » 
En janvier 2009, Kneebone parle au magazine Tate Etc. de l'œuvre de William Blake, The Primaeval Giants Sunk in the Soil (1824–1827), des illustrations à la Divine Comédie de Dante, 8e cercle de l'enfer. 
Une exposition de 2012 au Brooklyn Museum, Rachel Kneebone: Regarding Rodin, présente huit de ses œuvres originales à côté de quinze d'Auguste Rodin que Kneebone a personnellement sélectionnées. Le couple met en lumière les thèmes de « la sexualité, la mort et le péché ». 
De 2017 à 2019, le Victoria and Albert Museum exposé sa sculpture 399 Days, une tour de porcelaine de 5 mètres de haut. 

## Style
Rachel Kneebone est connue pour ses œuvres en porcelaine blanche finement sculptées de diverses formes organiques se fondant de manière ambiguë dans des parties du corps humain. Son travail est décrit comme dépeignant un « état de flux érotique » et « célébrant des formes de transgression, de beauté et de séduction ».
Son travail est dit être influencé par les anciens mythes grecs et romains du poème des Métamorphoses d'Ovide et les « séduisantes peintures mythologiques » d'artistes du XVIIIe siècle comme François Boucher.
Son Radeau de la Méduse est un excellent exemple des sculptures en porcelaine blanche représentant une confusion tumultueuse de membres et de formes. La série de cinq sculptures en porcelaine est exposée au Foundling Museum du 29 septembre 2017 au 7 janvier 2018. Les œuvres expriment le récit réprimé du Foundling Hospital sur le désir sexuel, les dommages émotionnels et la force féminine, créant une composante qui résonne avec l'exposition Basic Instincts du musée.

## Expositions

### Expositions individuelles
- 2006 : Madder Rose Gallery, Londres
- 2009 : White Cube, Londres
- 2012 : Musée de Brooklyn, Brooklyn, NY
- 2017 : Foundling Museum, Londres

### Expositions de groupe
- 2008
  - Art Basel, White Cube, Miami [16]
  - Exposition d'été 2008, (Galerie VIII, organisée par Tracey Emin ) Royal Academy of Arts, Londres [17]
- 2007
  - An Archaeology, Project space 176, Londres
  - Salle à manger Show, Andrea Rosen Gallery, Amagansett, New York
  - Mario Testino à la maison, Galerie Yvon Lambert, New York
  - Quartier de la viande, Showroom Mama, Rotterdam
- 2006
  - Zoo Art Fair, T1.2 et Paradise Row Gallery, Londres
- 2005
  - Diana, princesse de Galles par Mario Testino, Kensington Palace, Londres
  - Zoo Art Fair, avec Studio 1.1, Regent's Park, Londres
  - La façon dont nous travaillons maintenant, Camden Arts Centre, Londres
  - Jeunes Maîtres, Art Quinzaine, Londres
- 2004
  - Arrivées 2004, sélectionné par Marjorie Allthorpe-Gunyon, Arts Council, Londres
  - Pump House Gallery, Battersea Park, Londres
  - Hors du temps, St Augustine's Tower, Londres
  - Exposition 1, Upper Gulbenkian Gallery, Royal College Of Art, Londres

## Collections
- Galerie Saatchi
- Fondation Goss Michael[18] (George Michael [2] )
- David Roberts
- Mario Testino
- Collection Zabludowicz (Project Space 176)